# Brudzew (gmina)
Brudzew [ˈbrud͡zɛf] est une commune rurale de la voïvodie de Grande-Pologne et du powiat de Turek. Elle s'étend sur 112,7 km2 et comptait 5 973 habitants en 2010.
Elle se situe à environ 12 kilomètres au nord-est de Turek et à 120 kilomètres à l'est de Poznań, la capitale régionale.

## Géographie
| - Plan de la gmina de Brudzew. |